# Стаутсвілл (Міссурі)
Стаутсвілл (англ. Stoutsville) — селище (англ. village) в США, в окрузі Монро штату Міссурі. Населення — 37 осіб (2020).

## Географія
Стаутсвілл розташований за координатами 39°32′52″ пн. ш. 91°51′29″ зх. д. / 39.54778° пн. ш. 91.85806° зх. д. (39.547906, -91.858063).  За даними Бюро перепису населення США в 2010 році селище мало площу 2,13 км², з яких 2,11 км² — суходіл та 0,02 км² — водойми.

## Демографія
Згідно з переписом 2010 року, у селищі мешкало 36 осіб у 16 домогосподарствах у складі 14 родин. Густота населення становила 17 осіб/км².  Було 34 помешкання (16/км²).
Расовий склад населення:
| - 94,4 % — білих |

До двох чи більше рас належало 5,6 %. Частка іспаномовних становила 2,8 % від усіх жителів.
За віковим діапазоном населення розподілялося таким чином: 16,7 % — особи молодші 18 років, 63,9 % — особи у віці 18—64 років, 19,4 % — особи у віці 65 років та старші. Медіана віку мешканця становила 48,5 року. На 100 осіб жіночої статі у селищі припадало 100,0 чоловіків;  на 100 жінок у віці від 18 років та старших — 100,0 чоловіків також старших 18 років.
Середній дохід на одне домашнє господарство  становив 37 942 долари США (медіана — 31 250), а середній дохід на одну сім'ю — 52 775 доларів (медіана — 51 250). Медіана доходів становила 33 750 доларів для чоловіків та 12 321 долар для жінок. За межею бідності перебувало 20,8 % осіб, у тому числі 0,0 % дітей у віці до 18 років та 22,2 % осіб у віці 65 років та старших.
Цивільне працевлаштоване населення становило 24 особи. Основні галузі зайнятості: освіта, охорона здоров'я та соціальна допомога — 37,5 %, транспорт — 12,5 %, роздрібна торгівля — 12,5 %.